# Huddersfield and District Works and Combination League
Huddersfield and District Works and Combination League là một giải bóng đá Anh, thành lập năm 1932 và cho đến năm 2007 chỉ có một hạng đấu duy nhất. Sự mở rộng thành 2 hạng đấu không kéo dài lâu, khi nó lại được chuyển về thể thức một hạng đấu năm 2014. Mùa giải 2015–16 có 7 tham dự và giải đấu nằm ở Cấp độ 19 của Hệ thống các giải bóng đá ở Anh.

## Các đội vô địch gần đây
| Mùa giải | Division One            | Division Two         |
| -------- | ----------------------- | -------------------- |
| 2004–05  | Syngenta S.C.           |                      |
| 2005–06  | S.C. Cowlersley         |                      |
| 2006–07  | Syngenta S.C.           |                      |
| 2007–08  | Moldgreen Conservatives |                      |
| 2008–09  | Bay Athletic Dự bị      | Aimbry               |
| 2009–10  | Aimbry                  | Lindley Liberal      |
| 2010–11  | Coach & Horses          | Golcar United 'A'    |
| 2011–12  | Aimbry                  | Uppermill            |
| 2012–13  | Lindley Saddle          | Golcar United 'A'    |
| 2013–14  | Yeaton Cask             | Lindley Saddle Dự bị |
| 2014–15  | Lindley Saddle Dự bị    |                      |

## Các câu lạc bộ hiện tại mùa giải 2015–16
- Cask
- Dalton, Rawthorpe & Moldgreen 'A'
- Grimescar
- Lepton Highlanders 'A'
- Lindley Saddle Dự bị
- Royal Dolphins
- Sovereign Sports